# 22 de noviembre
El 22 de noviembre es el 326.º (tricentésimo vigésimo sexto) día del año en el calendario gregoriano y el 327.º en los años bisiestos. Quedan 39 días para finalizar el año.

## Acontecimientos
- 1307: El papa Clemente V emite la bula papal Pastoralis praeeminentiae que instruyó a todos los monarcas cristianos en Europa a arrestar a los Templarios presentes en su territorio y confiscar sus bienes.
- 1462: en España se publica la primera constancia escrita de la llegada de los gitanos a Andalucía.[1]
- 1497: en el sur de África, el navegante portugués Vasco da Gama dobla el Cabo de Buena Esperanza.
- 1504: en Madrid, Fernando el Católico otorga la condición de villa a Colmenar Viejo.
- 1559: en España, el rey Felipe II publica una pragmática por la que prohíbe a los españoles estudiar en el extranjero.
- 1574: un grupo de navegantes españoles al mando de Juan Fernández, durante un viaje desde el Callao (Perú) a Valparaíso (Chile), se desvía debido a una tempestad, y llega al archipiélago Juan Fernández. Son los primeros europeos en avistar esas islas.
- 1822: el Congreso de Verona (Italia) decide el envío a España de los Cien Mil Hijos de San Luis.
- 1824: Costa Rica, Guatemala, Honduras, Nicaragua y El Salvador promulgan la Constitución que une a los cinco países en la República Federal de Centroamérica.
- 1861: a 80 km al oeste de Rosario (Argentina), poco antes de la medianoche, las tropas porteñas unitarias del militar uruguayo Venancio Flores, enviadas por el general Bartolomé Mitre, pasan a degüello a 300 soldados federales argentinos en la matanza de Cañada de Gómez. Entre los sobrevivientes se encuentran José Hernández, Rafael Hérnández y Leandro N. Alem.
- 1873: se hunde el transatlántico francés Ville du Havre en su travesía hacia Nueva York y mueren 226 personas.
- 1912: Francisco Villa es encarcelado en la prisión militar de Santiago Tlatelolco.
- 1915: el ejército otomano derrota al británico, mandado por el general Townsend.
- 1918: en aplicación del Tratado de Brest-Litovsk, Rusia suspende las hostilidades contra Alemania.
- 1922: en Italia, el Parlamento le da plenos poderes a Benito Mussolini, el primer ministro del nuevo Gobierno de coalición.
- 1932: entre Milán y Turín (Italia) se inaugura una autopista de 126 km.
- 1934: en España, el piloto e ingeniero Ramón Torres Guasch parte del aeródromo de El Prat (Barcelona), en una avioneta con el objetivo de llegar a Gao, a orillas del Río Níger. Será el primer aviador español que cruzará el Desierto del Sahara.
- 1943: Líbano se independiza del Imperio francés.
- 1948: Vietnam solicita su admisión en la Organización de las Naciones Unidas.
- 1949: en Argentina, el presidente y general Juan Domingo Perón establece el acceso gratuito a las universidades nacionales.
- 1952: en Venezuela se inaugura la primera estación televisiva del país, la Televisora Nacional.
- 1955: en Siberia, el Gobierno de la Unión Soviética hace estallar una potente bomba de hidrógeno.
- 1955: en Buenos Aires ―en el marco del golpe de Estado contra el gobierno constitucional de Juan Domingo Perón― militares del Ejército Argentino ingresan en la CGT (Confederación General del Trabajo) y secuestran el cadáver embalsamado de Eva Perón (1919-1953). Lo devolverán en 1973.
- 1956: en Melbourne se inauguran los XVI Juegos Olímpicos de verano.
- 1957: en la ciudad argentina de Campana (provincia de Buenos Aires) se funda el club Villa Dálmine.
- 1958: en Cuba, esbirros de dictadura batistiana asesinan a los luchadores Guillermo Tejas Silva y Juan Emilio Pantoja Mayedo.
- 1959: Ernesto Che Guevara en unión de otros miembros del Ejército Rebelde y de trabajadores de la industria del calzado de Manzanillo realiza jornada de trabajo voluntario en la construcción de lo que sería después la Ciudad Escolar Camilo Cienfuegos, en Las Mercedes, hoy municipio de Bartolomé Masó.
- 1959: En Cuba, en la clausura del X Congreso de la CTC, los trabajadores acuerdan donar un cuatro por ciento de sus salarios para la industrialización del país.
- 1963: en Dallas (Texas) es asesinado John Fitzgerald Kennedy, 35.º presidente de los Estados Unidos. Le sucede el vicepresidente Lyndon B. Johnson.
- 1963: la banda británica The Beatles saca a la venta su segundo disco, llamado With the Beatles.
- 1964: en Argelia se funda el MPAIAC (Movimiento por la Autodeterminación e Independencia del Archipiélago Canario).
- 1965: en Estados Unidos, el boxeador Cassius Clay ―más tarde llamado Muhammad Alí― conserva el título mundial de los pesos pesados tras su victoria sobre Floyd Patterson.
- 1968: la banda británica The Beatles saca a la venta su disco homónimo, The Beatles.
- 1969: se firma en San José de Costa Rica la Convención Americana sobre Derechos Humanos (Pacto de San José).
- 1975: en España, Juan Carlos de Borbón es proclamado rey.
- 1977: British Airways inaugura los vuelos regulares del Concorde, entre Londres y Nueva York.
- 1978: las Cortes españolas aprueban el Estatuto de Autonomía de Galicia.
- 1985: Julio Caro Baroja recibe el Premio Nacional de las Letras Españolas.
- 1990: en Reino Unido, Margaret Thatcher dimite como primera ministra. Le sucede John Major.
- 1990: se da el debut del luchador profesional The Undertaker en WWE, en el evento Survivor Series.
- 1993: se crea Qatar Airways.
- 1995: en Israel, Simón Peres asume la jefatura del Gobierno y el cargo de ministro de Defensa, tras el asesinato de Isaac Rabin.
- 2000: en Perú, Valentín Paniagua Corazao se convierte en presidente de transición, tras la renuncia de Alberto Fujimori desde Japón.
- 2004: en Ucrania, multitudinarias protestas en contra del fraude electoral propiciado por el gobierno desembocan en la Revolución Naranja dirigida por los proccidentales Víktor Yushchenko y Yulia Timoshenko.
- 2010: en Phnom Penh (Camboya) una avalancha humana provoca más de 330 fallecidos durante la Fiesta del Agua.
- 2010: se inicia el nuevo CNN en Español
- 2013: Magnus Carlsen se proclama campeón mundial de ajedrez tras derrotar a Viswanathan Anand por 6,5-3,5.
- 2015: en Argentina se realizó por primera vez una segunda vuelta electoral para la presidencia, en la que Mauricio Macri resultó ganador con el 51,45 %, con una participación del 80,92 % del padrón electoral.[2]
- 2016: en Japón se produce un terremoto de magnitud 7,4 a 37 km de la costa este.
- 2019: en Bogotá (Colombia) se produce un toque de queda en tres localidades desde las 8:00 p. m. a 6:00 a. m.del 23 de noviembre y en toda la capital desde las 09:00 p. m. a 6:00 a. m. del mismo 23 de noviembre medida que no se prolongaba desde 1977, se vuelve a producir después de 42 años respecto a actos vandálicos en la ciudad aludiendo a un paro nacional que se vivió en el país.
- 2020: el legendario luchador The Undertaker celebra su trigésimo aniversario de su debut en WWE y se retira oficialmente de la lucha libre profesional en el evento Survivor Series.
- 2021: en Colombia, el estilista y maquillador Mauricio Leal es encontrado muerto junto a su madre en su casa en Bogotá.
- 2022: la selección de fútbol de Arabia Saudita da la sorpresa del mundial tras vencer 2-1 a Argentina en su primer encuentro del mundial.

## Nacimientos
- 1428: Ricardo Neville, aristócrata inglés (f. 1471).
- 1458: Jacob Obrecht, compositor neerlandés (f. 1505).
- 1515: María de Guisa, reina escocesa (f. 1560).
- 1533: Alfonso II de Este, aristócrata italiano (f. 1597).
- 1535: Juan VI de Nassau-Dillenburg, aristócrata neerlandés (f. 1606).
- 1602: Isabel de Borbón, reina consorte española (f. 1644).
- 1643: René Robert Cavelier de La Salle, explorador francés (f. 1687).
- 1766: Camilo Torres Tenorio, político y abogado colombiano (f. 1816).
- 1767: Andreas Hofer, nacionalista tirolés (f. 1810).
- 1777: José Cecilio del Valle, político hondureño (f. 1834).
- 1786: Estanislao López, militar argentino (f. 1838).
- 1808: Thomas Cook, empresario británico (f. 1892).
- 1819: George Eliot, escritora británica (f. 1880).
- 1833: Cecilio Pujazón y García, militar y astrónomo español (f. 1891).
- 1842: José María de Heredia, poeta cubano-francés (f. 1905).
- 1842: Fritz Mauthner, filósofo y escritor austríaco (f. 1923).
- 1852: Paul d'Estournelles, diplomático francés, premio nobel de la paz en 1909 (f. 1924).
- 1857: George Gissing, escritor británico (f. 1903).
- 1859: Fusajirō Yamauchi, fundador y primer presidente de Nintendo japonés (f. 1940).
- 1859: Cecilia Grierson, primera médica argentina (f. 1934).
- 1860: Cecilio Pla, pintor español (f. 1934).
- 1868: John N. Garner, político estadounidense (f. 1967).
- 1869: André Gide, escritor francés, premio nobel de literatura en 1947 (f. 1951).
- 1873: Matteo Bartoli, lingüista italiano (f. 1943).
- 1874: Cristóbal de Castro, escritor español (f. 1953).
- 1875: Tomás Berreta, presidente uruguayo (f. 1947).
- 1875: Pablo Podestá, artista uruguayo (f. 1923).
- 1877: Endre Ady, poeta húngaro (f. 1919).
- 1877: Hans Gamper, empresario español, fundador del Fútbol Club Barcelona (f. 1930).
- 1880: Edmundo Bianchi, escritor anarquista uruguayo (f. 1965).
- 1881: Ismail Enver, militar turco (f. 1922).
- 1884: Rafael Monasterios, artista plástico venezolano (f. 1961).
- 1890: Charles de Gaulle, militar y estadista francés (f. 1970).
- 1891: Joaquín Planell Riera, militar y político español (f. 1969).
- 1893: Harley Earl, diseñador de autos estadounidense (f. 1969).
- 1894: Aldous Leonard Huxley, escritor británico (f. 1963).
- 1897: Paul Oswald Ahnert, astrónomo alemán (f. 1989).
- 1898: Gabriel González Videla, político chileno, presidente entre 1946 y 1952 (f. 1980).
- 1899: Hoagy Carmichael, compositor estadounidense de jazz (f. 1981).
- 1901: José Leandro Andrade, futbolista uruguayo (f. 1957).
- 1901: Joaquín Rodrigo, compositor y pianista español de ópera y zarzuela (f. 1999).
- 1902: Emanuel Feuermann, violonchelista austríaco (f. 1942).
- 1902: Jacques Leclerc, general francés durante la Segunda Guerra Mundial (f. 1947).
- 1904: Louis Eugène Félix Néel, físico francés, premio nobel de física en 1970 (f. 2000).
- 1907: Guido Masetti, futbolista italiano (f. 1993).
- 1908: Cecil Baugh, escultor jamaicano (f. 2005).
- 1910: Raphael Patai, etnógrafo, historiador, orientalista y antropólogo húngaro judío (f. 1996).
- 1911: George Albert Llano, profesor, botánico, liquenólogo y micólogo cubano (f. 2003).
- 1913: Benjamin Britten, compositor, director de orquesta y pianista británico (f. 1976).
- 1914: Roy Crowson, biólogo británico (f. 1999).
- 1917: Andrew Fielding Huxley, biofísico británico, premio nobel de fisiología y medicina en 1963 (f. 2012).
- 1917: Jean-Étienne Marie compositor francés (f. 1989).
- 1918: Blas Piñar, político español (f. 2014).
- 1919: Carlos Manuel Rodríguez Santiago, teólogo y laico católico puertorriqueño (f. 1963).
- 1921: Rodney Dangerfield, actor y comediante estadounidense (f. 2004).
- 1922: Raimundo Pérez Lezama, guardameta español de fútbol (f. 2007).
- 1923: Arthur Hiller, cineasta canadiense (f. 2016).
- 1924: Geraldine Page, actriz estadounidense (f. 1987).
- 1930: Owen Garriott, ingeniero eléctrico estadounidense y astronauta de la NASA (f. 2019).
- 1932: Robert Vaughn, actor estadounidense (f. 2016).
- 1933: Federico Méndez Tejeda, compositor mexicano (f. 1988).
- 1934: Aldyr García Schlee, escritor, periodista y profesor brasileño, creador de la camiseta oficial de la selección de fútbol de Brasil.
- 1935: Esperanza Roy, actriz española.
- 1940: Terry Gilliam, actor, cineasta e ilustrador estadounidense.
- 1940: Andrzej Żuławski, cineasta polaco.
- 1940: Roy Thomas, guionista y editor estadounidense.
- 1940: Alberto Fouillioux, futbolista franco-chileno.
- 1942: Frank Duval, compositor y cantante alemán de música pop.
- 1943: Billie Jean King, tenista estadounidense.
- 1944: Miguel García-Posada, poeta, ensayista y profesor español (f. 2012).
- 1945: Kari Tapio, cantante finlandés de música schlager (f. 2010).
- 1946: Aston Barrett, músico jamaicano, de la banda The Wailers.
- 1947: Alfredo Cristiani, político, empresario, criminal y terrorista salvadoreño, presidente de su país entre 1989 y 1994.[3]
- 1947: Mario Fernández Baeza, abogado chileno.
- 1948: Radomir Antić, entrenador serbio.
- 1948: Diego Rapoport, tecladista y compositor argentino de jazz y rock (f. 2011).
- 1950: José Luis Campuzano, cantante, bajista y compositor español de rock, exintegrante de Barón Rojo.
- 1950: Paloma San Basilio, cantante española de balada.
- 1950: Steven Van Zandt, guitarrista estadounidense de rock, de la banda E Street Band.
- 1950: Tina Weymouth, cantante estadounidense de rock, de la banda Talking Heads.
- 1951: Kent Nagano, director de orquesta y músico estadounidense.
- 1951: Carlos Watson, exfutbolista costarricense.
- 1955: Milan Bandić, político croata (f. 2021).
- 1955: James Edwards, baloncestista estadounidense.
- 1955: Osvaldo Picardo, poeta, ensayista, crítico y docente argentino.
- 1956: Lawrence Gowan, cantante canadiense de rock (Styx).
- 1956: Richard Kind, actor estadounidense.
- 1957: Payaso Miky, Payaso chileno-colombiano (f. 2017).
- 1957: Guille Mealla, cineasta y escritor.
- 1958: Jamie Lee Curtis, actriz estadounidense.
- 1958: Ibrahim Ismail de Johor, sultán malayo.
- 1959: Fabio Parra, ciclista colombiano.
- 1960: Léos Carax, cineasta francés.
- 1960: Jorge Villalmanzo, escritor español (f. 2012).
- 1961: Mariel Hemingway, actriz estadounidense.
- 1961: Pedro Marín, cantante español de synthpop.
- 1961: Glenda Umaña, periodista costarricense.
- 1962: Sumi Jo, cantante de ópera surcoreana.
- 1962: Víktor Pelevin, escritor ruso.
- 1964: Palo Pandolfo, músico y cantautor argentino de rock (f. 2021).
- 1965: Mads Mikkelsen, actor danés.
- 1965: Daniel Ahmed, exfutbolista argentino-peruano
- 1966: Maria do Rosário, política y profesora brasileña.
- 1966: Michael K. Williams, actor estadounidense (f. 2021).
- 1967: Boris Becker, tenista alemán.
- 1967: Mark Ruffalo, actor estadounidense.
- 1968: Rasmus Lerdorf, programador groenlandés.
- 1971: Cecilia Suárez, actriz mexicana.
- 1972: Francisco de Asís de Borbón y Martínez-Bordiú, bisnieto de Franco.
- 1975: Aiko, cantante japonesa pop.
- 1975: Lucrecia Blanco, actriz argentina.
- 1976: Torsten Frings, futbolista alemán.
- 1976: Ville Valo, cantante y compositor finlandés de rock, líder de la banda HIM.
- 1976: Terrance Drew, político sancristobaleño, primer ministro de San Cristóbal y Nieves desde 2022.
- 1977: Cecilia Gessa, actriz española.
- 1977: Marger Sealey, cantautora y actriz venezolana de pop latino.
- 1978: Karen O, cantante coreana de rock, de la banda Yeah Yeah Yeahs.
- 1979: Raúl Arévalo, actor español.
- 1980: Shawn Fanning, creador de Napster.
- 1980: Jonny Gomes, beisbolista estadounidense.
- 1981: Song Hye Kyo, actriz surcoreana.
- 1981: Seweryn Gancarczyk, futbolista polaco.

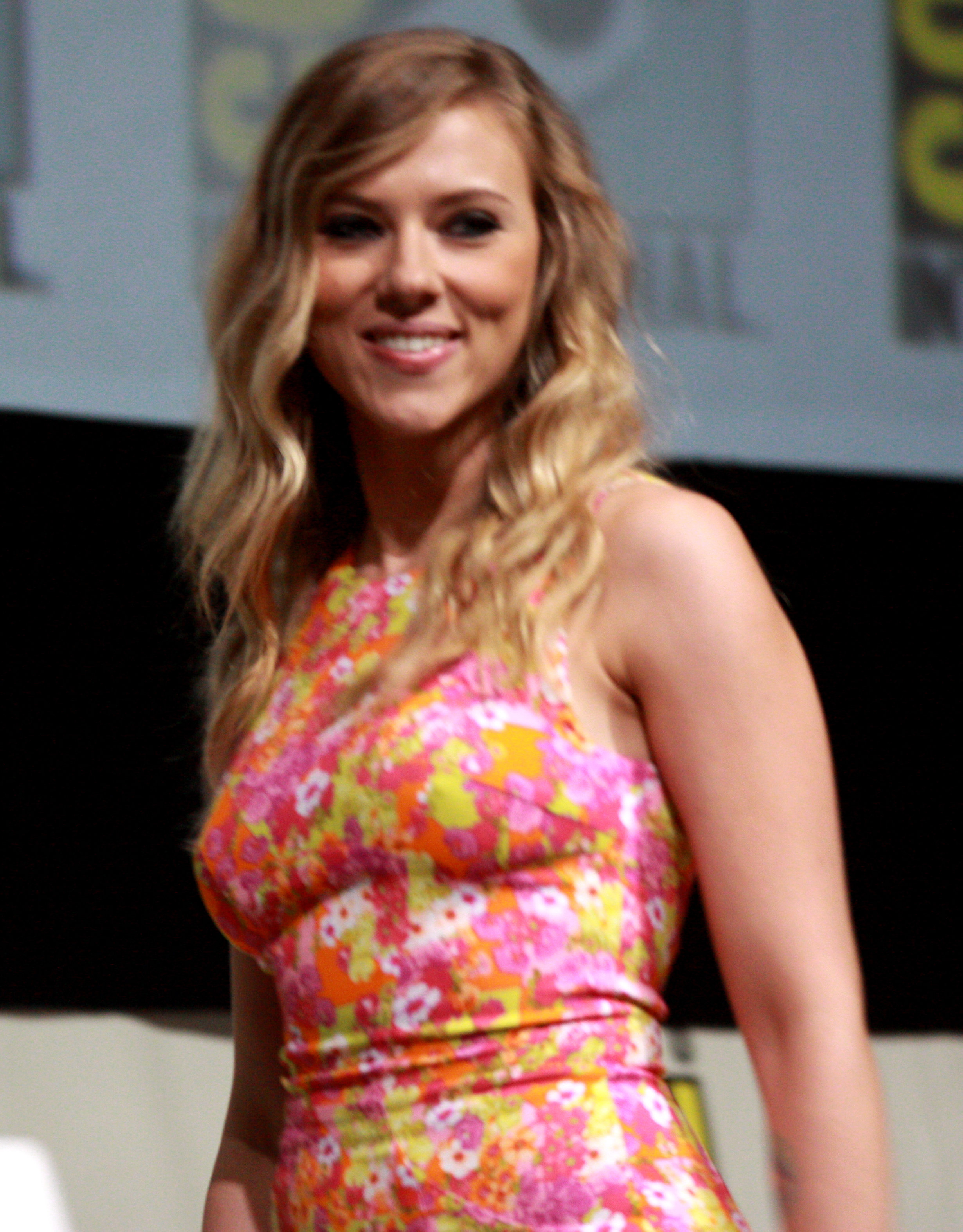
Scarlett Johansson

- 1981: Stefan Mücke, piloto de automovilismo alemán.
- 1981: Pape Sow, baloncestista senegalés.
- 1982: Steve Angello, DJ griego-sueco.
- 1982: Mathieu Bodmer, futbolista francés.
- 1983: Corey Beaulieu, guitarrista estadounidense de rock, de la banda Trivium.
- 1983: Miguel Escalona, futbolista español.
- 1983: Yuya Funatsu, futbolista japonés.
- 1983: Peter Niemeyer, futbolista alemán.
- 1984: Scarlett Johansson, actriz, cantante, productora y modelo estadounidense.
- 1984: Davide Chiumiento, futbolista suizo.
- 1984: Yusmeiro Petit, beisbolista venezolano.
- 1984: Tomasz Zahorski, futbolista polaco.
- 1985: Tomás González, gimnasta chileno.
- 1985: Asamoah Gyan, futbolista ghanés.
- 1986: Oscar Pistorius, atleta sudafricano.
- 1987: Marouane Fellaini, futbolista belga.

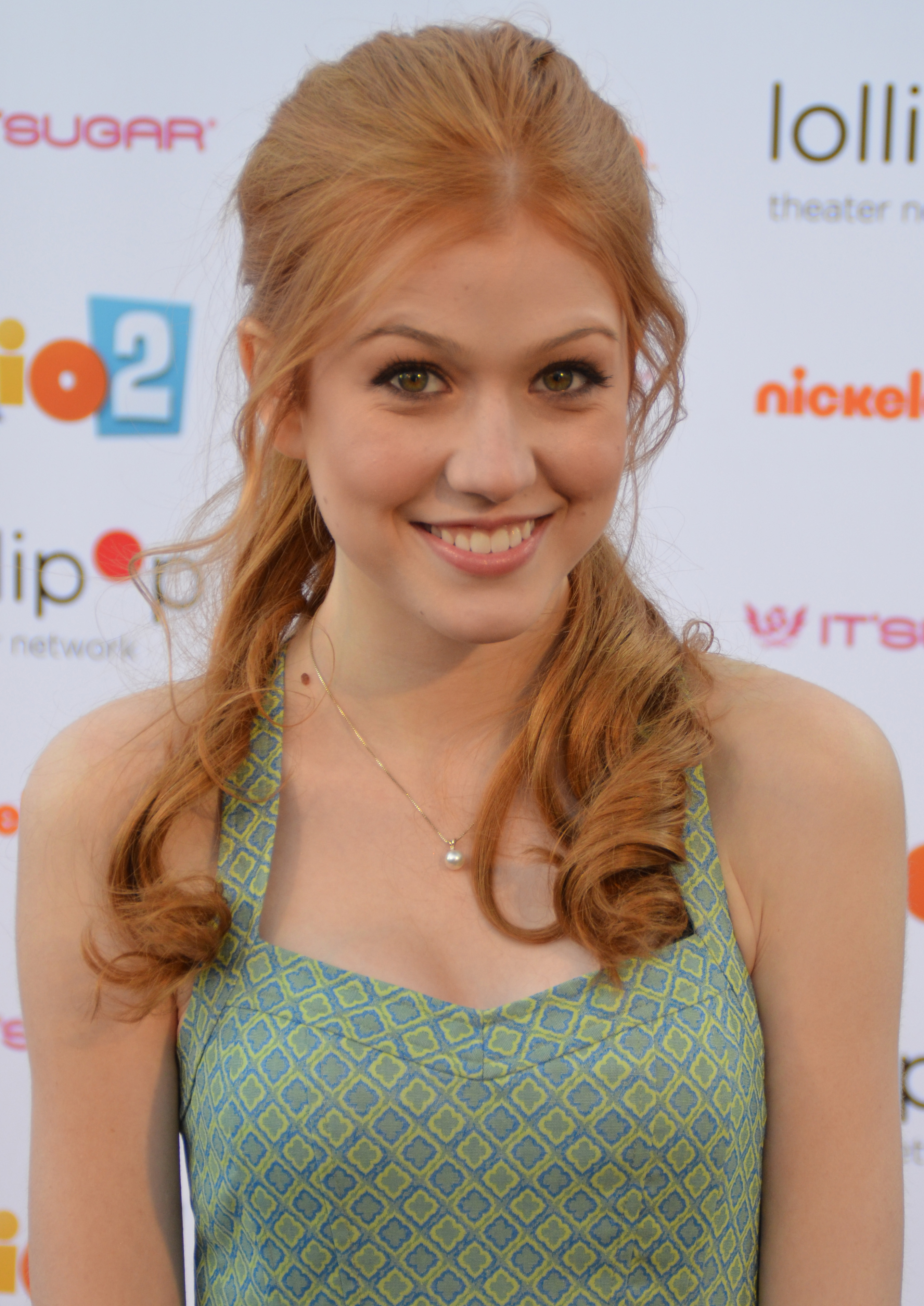
Katherine McNamara

- 1988: Jamie Campbell Bower, actor británico.
- 1989: Cyntia Aguilar, futbolista chilena.
- 1989: Chris Smalling, futbolista británico.
- 1989: Gabriel Torje, futbolista rumano.
- 1993: Adèle Exarchopoulos, actriz francesa conocida por interpretar a Adèle en La vida de Adèle (2013).
- 1993: Kihyun, cantante surcoreano de k-pop, integrante del grupo Monsta X.
- 1994: Dacre Montgomery, actor australiano.
- 1995: Katherine McNamara, actriz estadounidense.
- 1995: Ryan Cavanagh, ciclista australiano.
- 1995: Tookie Brown, baloncestista estadounidense.
- 1996: Woozi, cantante surcoreano de k-pop, integrante del grupo Seventeen.
- 1996: Hailey Baldwin, modelo estadounidense.
- 1996: Madison Davenport, actriz y cantante estadounidense.
- 1996: Mackenzie Lintz, actriz de cine y televisión estadounidense.
- 1996: Miguel Muñoz Fernández, futbolista español.
- 1996: Hugo Rama, futbolista español.
- 1996: Samuel Ayala, judoca mexicano.
- 1996: Emanuele Gaetani Liseo, remero italiano.
- 1996: Mike Varga, ciclista canadiense.
- 1997: Pedro Perotti, futbolista brasileño.
- 1997: Keita Endō, futbolista japonés.
- 1997: Denver Fox, futbolista nicaragüense.
- 1998: Erhan Mašović, futbolista serbio.
- 1998: Nicholas Nelson, futbolista jamaicano.
- 1998: Taylor Kornieck, futbolista estadounidense.
- 1999: Ibrahim Touré, futbolista burkinés.
- 1999: Bendegúz Bolla, futbolista húngaro.
- 1999: Brandon Williams, baloncestista estadounidense.
- 2000: Auli'i Cravalho, actriz y cantante estadounidense.
- 2000: Baby Ariel, actriz y cantante estadounidense.
- 2001: Chenle, cantante de k-pop y modelo surcoreano de la banda NCT.

## Fallecimientos
- 1594: Martin Frobisher, navegante británico (n. c. 1535 o 1539).
- 1617: Ahmed I, sultán otomano (n. 1590).
- 1718: Barbanegra (Edward Teach), pirata británico (n. 1680).
- 1774: Robert Clive, general y político británico (n. 1725).
- 1813: Johann Christian Reil, médico, fisiólogo y anatomista alemán (n. 1759).
- 1868: Manuel Moreno López, político español (n. 1815).
- 1868: Juana de la Torre (31), revolucionaria independentista cubana fusilada por los españoles (n. 1836).
- 1875: Henry Wilson, vicepresidente estadounidense (n. 1812).
- 1887: Randolph Barnes Marcy, militar estadounidense (n. 1812).
- 1896: Vicente Riva Palacio, abogado, político, militar, escritor, historiador, periodista y diplomático mexicano (n. 1832).
- 1898: Enrique de las Morenas y Fossi, político español, gobernador en Filipinas (n. 1855).
- 1900: Arthur Seymour Sullivan, compositor británico (n. 1842).
- 1901: Genaro Codina, músico mexicano, creador de la Marcha de Zacatecas (n. 1852).
- 1902: Friedrich Krupp, industrial alemán (n. 1854).
- 1908: Claude Taffanel, músico francés (n. 1844).
- 1916: Jack London, escritor estadounidense (n. 1876).
- 1919: Francisco Pascasio Moreno, científico y explorador argentino (n. 1852).
- 1920: Manuel Pérez y Curis, poeta uruguayo (n. 1884).
- 1921: Émile Boutroux, filósofo francés (n. 1845).
- 1929: Jaime Ferrán y Clua, microbiólogo español (n. 1851).
- 1929: Domingo Cabred, médico y psiquiatra argentino (n. 1859).
- 1932: William Walker Atkinson, comerciante, abogado y escritor estadounidense (n. 1862).
- 1944: Arthur Eddington, astrónomo y físico británico (n. 1882).
- 1955: Shemp Howard, actor y comediante estadounidense, de Los Tres Chiflados (n. 1895).
- 1961: Anselmo Alliegro y Milá, político cubano (n. 1899).
- 1963: Aldous Huxley, escritor británico (n. 1894).
- 1963: John F. Kennedy, presidente estadounidense (n. 1917).
- 1963: C. S. Lewis (Clive Staples Lewis), escritor irlandés (n. 1898).
- 1980: Mae West, actriz estadounidense (n. 1893).
- 1981: Hans Adolf Krebs, científico británico de origen alemán, premio Nobel de Medicina en 1953 (n. 1900).
- 1982: Max Deutsch, compositor austriaco-francés (n. 1892).
- 1985: Epifanio Méndez Fleitas, escritor, músico y político paraguayo (n. 1917).
- 1985: María Sabina, curandera mexicana (n. 1894).
- 1988: Luis Barragán, arquitecto mexicano (n. 1902).
- 1988: Erich Fried, poeta y traductor austriaco (n. 1921).
- 1992: Sterling Holloway, actor estadounidense (n. 1905).
- 1992: Roberto Mouras, automovilista argentino (n. 1948).
- 1993: Anthony Burgess, escritor y compositor británico (n. 1917).
- 1993: James Stern, escritor irlandés (n. 1904).
- 1996: María Casares, actriz hispano-francesa (n. 1922).
- 1996: Garrett Birkhoff, matemático estadounidense (n. 1911).
- 1997: Michael Hutchence, músico australiano de rock, de la banda INXS (n. 1960).
- 1998: Vladímir Démijov, científico y cirujano soviético, pionero en trasplantes (n. 1916).
- 2000: Théodore Monod, explorador francés (n. 1902).
- 2000: Emil Zátopek, atleta checoslovaco (n. 1922).
- 2001: Mary Kay, empresaria estadounidense (n. 1918).
- 2001: Norman Granz, Productor de jazz estadounidense (n. 1918).
- 2001: Luis Santaló, matemático español (n. 1911).
- 2002: Beatriz de Borbón, infanta española (n. 1909).
- 2002: Juan Grijalbo, editor español (n. 1911).
- 2006: Rafael Alfonzo Ravard, militar y empresario venezolano (n. 1919).
- 2007: Maurice Béjart, bailarín y coreógrafo francés (n. 1927).
- 2008: Verity Lambert, productora británica de televisión (n. 1935).
- 2008: Ibrahim Nasir, político maldivo, presidente de Maldivas de 1968 a 1978 (n. 1926).
- 2009: Juan Carlos Muñoz, futbolista argentino (n. 1919).
- 2010: Frank Fenner, científico y médico australiano (n. 1914).[4]
- 2010: Latif Masih, cristiano pakistaní asesinado (n. 1988).
- 2010: Urbano Navarrete, cardenal español (n. 1920).
- 2011: Pío Corcuera, futbolista argentino (n. 1921).
- 2011: Isabel de Luxemburgo, princesa luxemburguesa (n. 1922).
- 2011: Sena Jurinac, soprano austríaca (n. 1921).
- 2011: Lynn Margulis, bióloga estadounidense (n. 1938).
- 2011: Danielle Mitterrand, mujer francesa (n. 1924), esposa del expresidente Francois Mitterrand, quien gobernó entre 1981 y 1995.
- 2011: Paul Motian, músico estadounidense de jazz (n. 1931).
- 2012: Bryce Courtenay, novelista sudafricano-australiano.
- 2012: Pablo Pérez-Mínguez, fotógrafo español (n. 1946).
- 2013: Georges Lautner, director de cine y guionista francés (n. 1926).
- 2013: Alceu Ribeiro, pintor, escultor y muralista uruguayo (n. 1919).
- 2015: Joseph Silverstein, músico estadounidense (n. 1932).
- 2015: Kim Young-sam, presidente surcoreano (n. 1927).
- 2017: Jon Hendricks, cantante y letrista de música jazz estadounidense (n. 1921).
- 2021: Noah Gordon, escritor estadounidense (n. 1926).
- 2022: Erasmo Carlos, cantante y compositor brasileño (n. 1941).
- 2022: Sandra Guida, actriz, cantante y bailarina argentina (n. 1962).
- 2022: Pablo Milanés, cantautor cubano (n. 1943).
- 2022: Andrés Mignucci, arquitecto puertorriqueño (n. 1957).

## Celebraciones
- Día Internacional de la Música.[5]

- Día Internacional del Músico. En conmemoración de la fecha de fallecimiento de Santa Cecilia, mártir del cristianismo y patrona de los músicos.

 Por países
(Por orden alfabético)
- Albania:
  - Día del Alfabeto.

- Argentina:
  - Día de la Flor Nacional de Argentina.[6]La flor nacional de Argentina es el ceibo, cuyo nombre científico es Erythrina crista-galli. El 22 de noviembre de 1942 mediante el decreto 138.974 del poder ejecutivo fue declarada como tal por Argentina.[7] Al ceibo también se lo conoce por los nombres de seibo, seíbo, gallito o bucaré. Es, asimismo, la flor nacional del Uruguay.
  - Día del Psiquiatra.
  - Día del Geógrafo.[8]En honor y homenaje a uno de los exploradores más famosos y relevantes del siglo XIX: Francisco Pascasio Moreno.
  - Día Nacional de la Gratuidad Universitaria.[9]
  - Día Nacional del Kimchi, creado por la senadora de la Provincia de Misiones, Magdalena Solari Quintana.[10][11]
    -  Misiones: 
      - Aniversario de Gobernador Roca.[12]El 22 de noviembre de 1933 (91 años), por medio del Decreto Provincial 183, se creaba su primera Comisión de Fomento.

- Chile:
  - Día del Fonoaudiólogo.
  - Día de la Educadora de Párvulos.

- Costa Rica: 
  - Día del Maestro.

- El Salvador: 
  - Día del Músico.

- España: 
  - Día del gitano andaluz.[13]

- Líbano: 
  - Día de la Independencia.

- Venezuela: 
  - Día del Psicólogo.

### Santoral católico

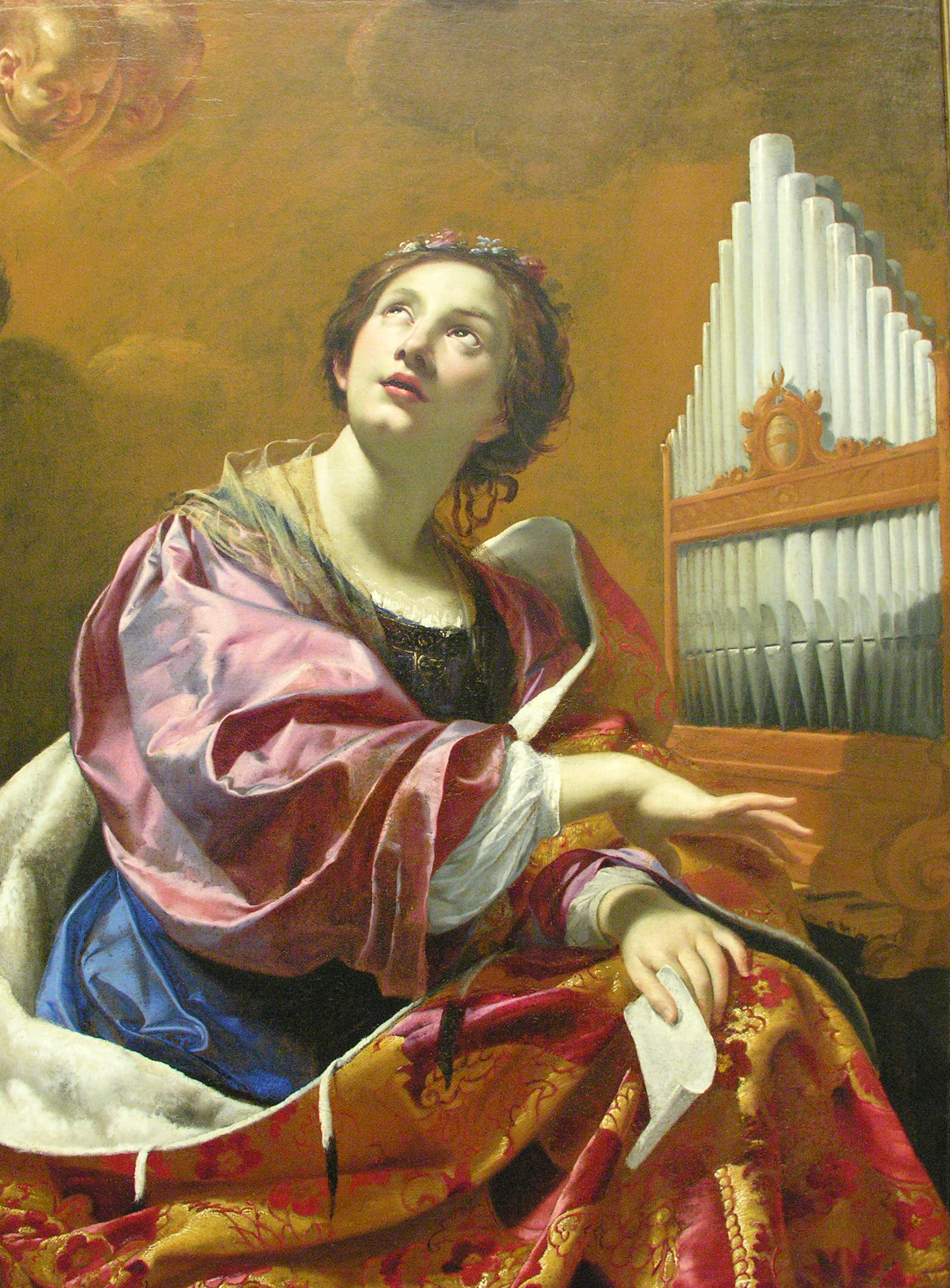
Santa Cecilia.

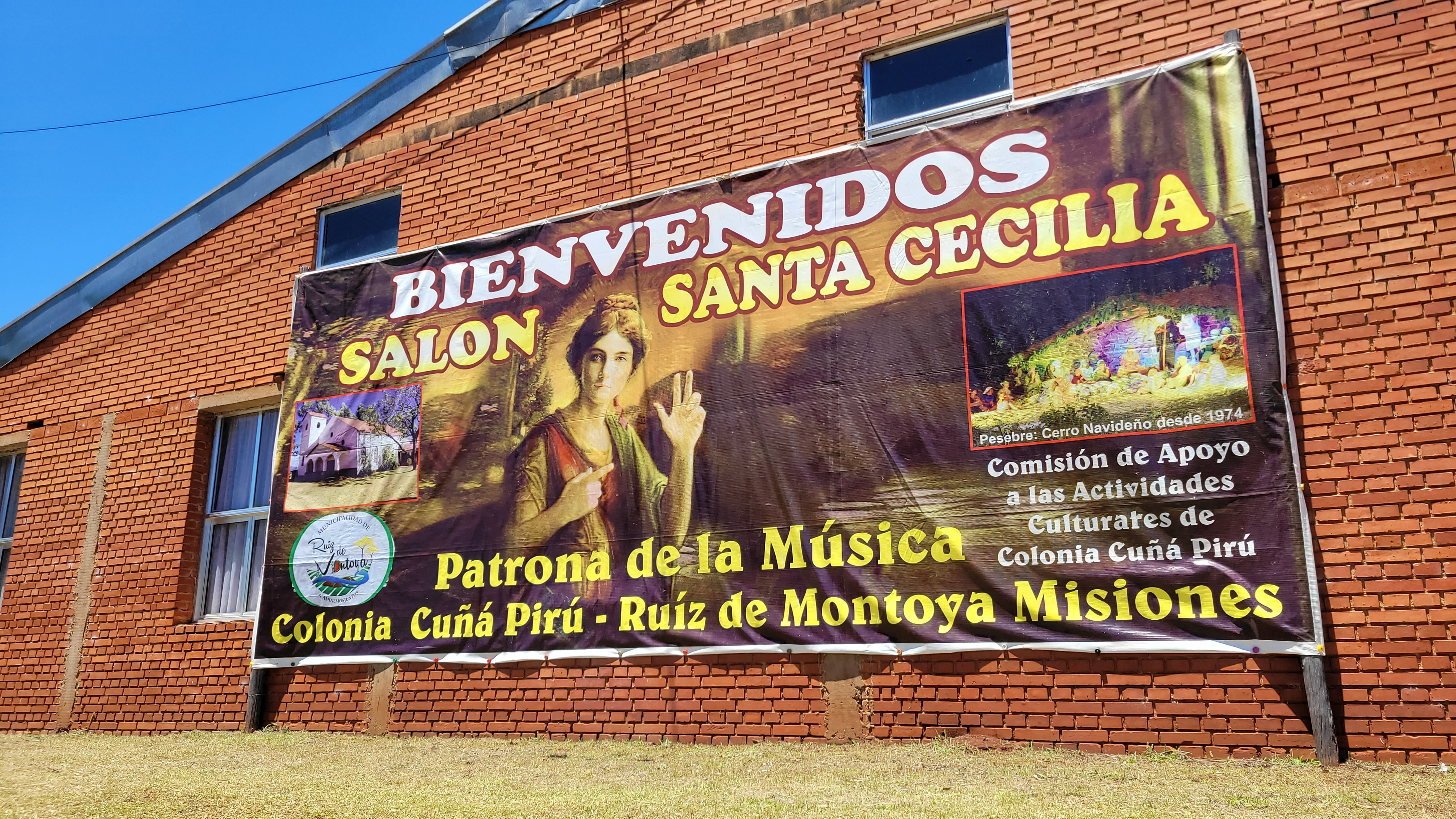
La Fiesta Provincial de Santa Cecilia, patrona de la Música, se realiza en esta fecha desde el en Colonia Cuña Pirú, Ruiz de Montoya, Provincia de Misiones, Argentina.

- Santa Cecilia de Roma (imagenes ilustrativas).
- San Ananías de Arbela.[14]
- San Apfías.
- Santa Apia de Colosas.
- San Benigno de Milán.
- San Filemón de Colosas.
- San Mauro Mártir.
- San Miguel de Tver.
- San Pedro Esqueda Ramírez.
- San Pragmacio.
- San Rogerio (monje).
- Beato Baldji Oghlou Ohannes.
- Beato Bertrán Francisco.
- Beato Cristóbal Robinson.
- Beato David Oghlou David.
- Beato Dimbalac Oghlou Wartavar.
- Beato Elías Julián.
- Beato Francisco Ingleby.
- Beato Juan Bretton.
- Beato Khodianin Oghlou Kadir.
- Beato Kouradji Oghlou Tzeroum.
- Beato Salvador Lillo.
- Beata Tigrida.
- Beato Tomás Regio.
- Beato Toros Oghlou David.

 Por países
(Por orden alfabético)
- Argentina:
  -  Misiones: 
    - Fiesta Provincial de Santa Cecilia, patrona de la Música.[15]Se realiza en esta fecha y día subsiguiente desde el 22 de noviembre de 1922 (102 años) en Colonia Cuña Pirú, Ruiz de Montoya con la presencia de miles de feligreses. En el predio de la antigua Capilla Santa Cecilia (Ruiz de Montoya) con transmisión en vivo por 104.3 FM Ecos para todo el Valle del Cuña Pirú y municipios cercanos.